# Darja Bielakina
Darja Wasiljewna Bielakina (ros. Дарья Васильевна Белякина; ur. 16 listopada 1986 w Taszkencie) – rosyjska pływaczka, specjalizująca się głównie w stylu dowolnym i stylu zmiennym.
Wicemistrzyni Europy z Eindhoven w sztafecie 4 x 100 m stylem zmiennym. Dwukrotna brązowa medalistka mistrzostw Europy na krótkim basenie na 200 m stylem zmiennym i dowolnym.
Uczestniczka igrzysk olimpijskich z Pekinu (20. miejsce na 200 m stylem dowolnym, 28. miejsce na 400 m stylem dowolnym i 12. miejsce w sztafecie 4 x 100 m stylem dowolnym) oraz z Londynu (15. miejsce w sztafecie 4 x 200 m stylem dowolnym).